# Tohru Honda
 (mai 2024).
Tohru Honda (本田透, Honda Touru) est un personnage de fiction dans le manga et l'anime Fruits Basket de Natsuki Takaya. Elle est le principal personnage, connue pour son optimisme joyeux, sa nature altruiste, et une grande sympathie pour les autres. Takaya a créé ce personnage avec un point de vue inhabituel sur le monde, pour équilibrer son empathie. 
Tohru est une étudiante orpheline du secondaire qui, après avoir rencontré Yuki, Kyo et Shigure Sôma, apprend que treize membres de la famille Sôma sont possédés par les animaux du zodiaque chinois et en deviennent des formes animales si elles sont enveloppées par quiconque du sexe opposé ou lorsque leurs corps subissent un stress important. Tout au long de la série, Tohru rencontre le reste du zodiaque et le chef mystérieux de la famille, Akito Sôma, et décide de rompre la malédiction qui pèse sur eux.

## Développement
Selon Natsuki Takaya dans les entrevues, Tohru Honda est le premier personnage qu'elle a créé, avec Yuki et Kyo Sôma peu de temps après. Lorsqu'on lui demande comment elle est arrivée à la personnalité et au passé de Tohru, elle dit :
« Je pensais que pour qu'une fille puisse accepter les sentiments des autres ainsi de tout cœur, elle aurait besoin d'un regard un peu inhabituel sur les choses, de sorte qu'elle ne soit pas écrasée autant d'empathie. Mais il me semblait que j'avais besoin d'ajouter encore quelque chose pour la définir. Puis l'idée « Ah oui - je lui ferai utiliser un langage super poli, et l'utiliser incorrectement » m'est venue d'un coup. Après ça, son personnage fut terminé en un rien de temps. »
Takaya a donné à Tohru un nom normalement utilisé seulement pour les hommes parce qu'elle aime donner des noms masculins aux personnages féminins « pour rétablir l'équilibre ». En outre, Takaya a choisi d'avoir d'autres personnages l'adressant comme « Tohru-kun », en utilisant un honorifique généralement utilisé pour les garçons, parce qu'elle pensait qu'elle était « une forme plus digne d'adresse ».
Laura Bailey, l'actrice anglaise donnant sa voix à Tohru, a déclaré dans une interview que l'aspect du caractère de Tohru auquel elle s'identifiait le plus était son optimisme, alors que le plus difficile était sa formalité. Selon elle, Akitaro Daichi, le directeur de la série animée japonaise, a été particulièrement préoccupé de ne pas perdre la douceur et la formalité de Tohru au cours de la traduction ; Bailey a reconnu que l'anglais n'a pas le même type de formalité pour le discours que le japonais, mais il a affirmé que sa « nature humble [de Tohru] peut encore être communiquée par des inflexions et des sons ». Bailey a déclaré utiliser la performance originale japonaise de Yui Horie comme base de maniérismes et inflexions pour Tohru.
On dit que le père de Tohru Honda, Katsuya, l'a nommée Tohru car « ce nom fait ressortir sa saveur cachée, comme l'ajout de sel sur le sucre ».

## Personnalité
Tohru est décrite comme polie, optimiste, très nature et désintéressée. Plusieurs autres personnages, y compris ses amis, Kyo Sôma, Rin Sôma (ou Isuzu), et Saki Hanajima, lui ont dit qu'elle devait s'occuper de ses propres intérêts plutôt que prendre la charge des autres. Au début de la série, elle vit dans une tente plutôt que de rester avec ses amies, Arisa Uotani et Saki Hanajima, pour éviter d'être un fardeau et elle a un emploi après l'école comme femme de ménage dans un immeuble des Sôma pour payer ses frais de scolarité, pour que son grand-père ne les paie pas. Yuki la décrit comme une personne ne voyant pas le verre « à moitié vide ». Tohru est si aimable qu'elle ne peut même pas dire des choses méchantes lorsqu'elle prend le rôle d'une méchante demi-sœur de Cendrillon (dans un spectacle organisé par sa classe dans le tome 15). Lorsque sa mère lui racontait avant de dormir l'exclusion du chat du zodiaque chinois, émue, elle a déclaré vouloir être née dans l'année du chat. 
Tohru se décrit comme aimant la cuisine et les tâches ménagères. Elle n'est « pas très douée pour les études » comme le dira elle-même dans le manga et l'animé. Elle ne se débrouille pas bien en sport non plus, néanmoins, coaché par Saki et Uotani, elle fera le marathon scolaire jusqu'au bout. Physiquement, il s'agit d'un des personnages les plus petits de la série. Cette fragilité de constitution la conduit à tomber malade à plusieurs reprises dans l'histoire.   
Dans la version originale japonaise, Tohru parle habituellement de façon formelle (voir le discours d'éloge en japonais), mais pas toujours correctement. Elle a pris cette habitude de son père Katsuya après sa mort quand elle avait trois ans, comme un moyen de le remplacer dans les yeux de sa mère. Tohru a tendance à être particulièrement inquiète pour les personnes ayant des maladies bénignes. C'est dû aux circonstances de la mort de son père, Katsuya ayant été initialement diagnostiqué comme malade d'une fièvre, mais finalement décédé d'une pneumonie. 
Elle a été élevée par sa mère, Kyoko, jusqu'à ce que celle-ci meure dans un accident de voiture peu après que Tohru est entrée dans le secondaire, quelques mois avant que la série commence. Tohru est bouleversée quand elle sent qu'elle est « infidèle » à sa mère, par exemple, quand elle obtient de mauvais points aux examens, mettant ainsi en danger sa promesse d'obtenir un diplôme, ou quand elle tombe amoureuse de Kyo. Tohru se rend compte finalement que son vœu est une tentative pour s'accrocher au passé, et que Kyoko aurait voulu la voir avancer et tomber amoureuse.